# Božena Orožen
Božena Orožen [božéna oróžen], slovenska literarna zgodovinarka, šolnica, publicistka in slavistka, * 31. oktober 1929, Celje † 22. januar 2025, Celje.
Orožnova je po izgnanstvu družine v Srbijo in vojni leta 1948 maturirala na celjski gimnaziji. Leta 1954 je diplomirala iz slavistike na Filozofski fakulteti v Ljubljani, poučevala sprva na brežiški gimnaziji, od leta 1956 pa je bila gimnazijska profesorica slovenskega, pozneje tudi ruskega jezika v Celju. V letih 1983 do upokojitve 1991 je v Osrednji knjižnici v Celju vodila oddelek Posebnih zbirk (domoznanski oddelek). Proučevala je češko-slovenske literarne stike v preteklosti, domoznanske teme, biografije literarnih in drugih osebnosti na Celjskem (Igo Kaš, Fran Roš, Anton Aškerc), zasnovala je niz kulturnozgodovinskih vodnikov po Sloveniji in sestavila rusko-slovenski in slovensko-ruski slovar Rusko-slovenski učni slovar (v soavtorstvu z Lidijo Ivanovno Pirogovo in Jožetom Severjem), ki je izšel leta 1977. Objavljala je članke v revijah in publikacijah: Jezik in  slovstvo, Knjižnica, Celjski zbornik, Novi tednik,  Delo, Večer, Otrok in knjiga, Slovenski svet, Sodobnost, Hartmanov zbornik, Laški zbornik, Celjan idr.
Je edina hči zgodovinarja Janka Orožna in Sabine Orožen, rojene Kmecl.

## Izbrana bibliografija
- Orožen, Božena (1982), »Starši in otroci v spisih Zofke Kvedrove«, Jezik in slovstvo, 28 (7/8): 273–278, COBISS 6917685